# The Bedlam in Goliath
The Bedlam in Goliath är det fjärde fullängdsalbumet av den progressiva rockgruppen The Mars Volta, släppt den 29 januari 2008. "Wax Simulacra" släpptes den 19 november 2007 som albumets första singel och låten vann en Grammy för "Best Hard-Rock Performance".
Albumet blev som bäst trea på Billboard 200.

## Låtlista
1. "Aberinkula" - 5:44
2. "Metatron" - 8:11
3. "Ilyena" - 5:35
4. ”Wax Simulacra" - 2:38
5. "Goliath" - 7:15
6. "Tourniquet Man" - 2:37
7. "Cavalettas" - 9:32
8. "Agadez" - 6:43
9. ”Askepios” - 5:10
10. ”Ouroboros” - 6:35
11. ”Soothsayer” - 9:07
12. ”Conjugal Burns” - 6:35